# E-abzu
E-abzu o Eabzu, que significa Casa de las Aguas dulces, fue un templo ubicado en la ciudad de Eridú, y se encontraba al borde de un pantano, un abzu, cuyo titular fue Enkii.
A determinados depósitos de agua bendita en templos babilonios y asirios también se les llamaba Apsulet. En los lavados religiosos típicos, estos depósitos fueron similares a las piscinas de lavado de las mezquitas islámicas, o las pilas bautismales de las iglesias cristianas.
Este templo aparece mencionado en el código de Hammurabi, donde el propio Hammurabi recuerda que Enki purificó el culto del templo.